# Treffpunkt Kaiserhafen

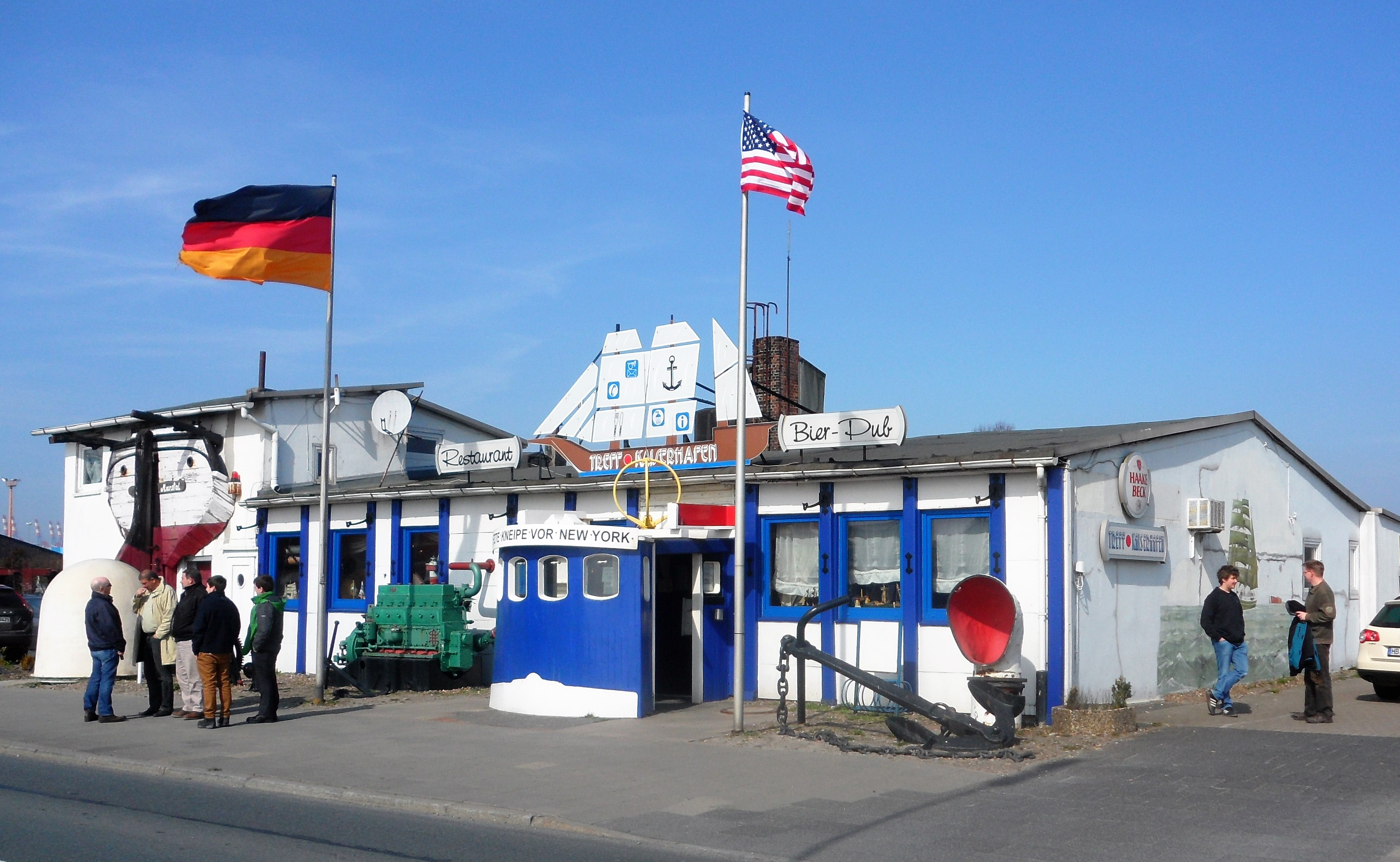
Vorderansicht der Gaststätte Treffpunkt Kaiserhafen (2012)

Der Treffpunkt Kaiserhafen ist eine Gaststätte mit maritimer Atmosphäre in Bremerhaven, die zugleich als Seemannskneipe und als Restaurant auftritt. Die selbst ernannte und zudem unter diesem Namen populäre „Letzte Kneipe vor New York“ wurde als Anziehungspunkt für Touristen weit über die Grenzen der Seestadt hinaus bekannt und war bereits Schauplatz mehrerer Fernsehproduktionen. Die Gaststätte ist direkt an der Alten Bananenpier im Kaiserhafen III im Stadtbremischen Überseehafengebiet in Bremerhaven gelegen.

## Geschichte

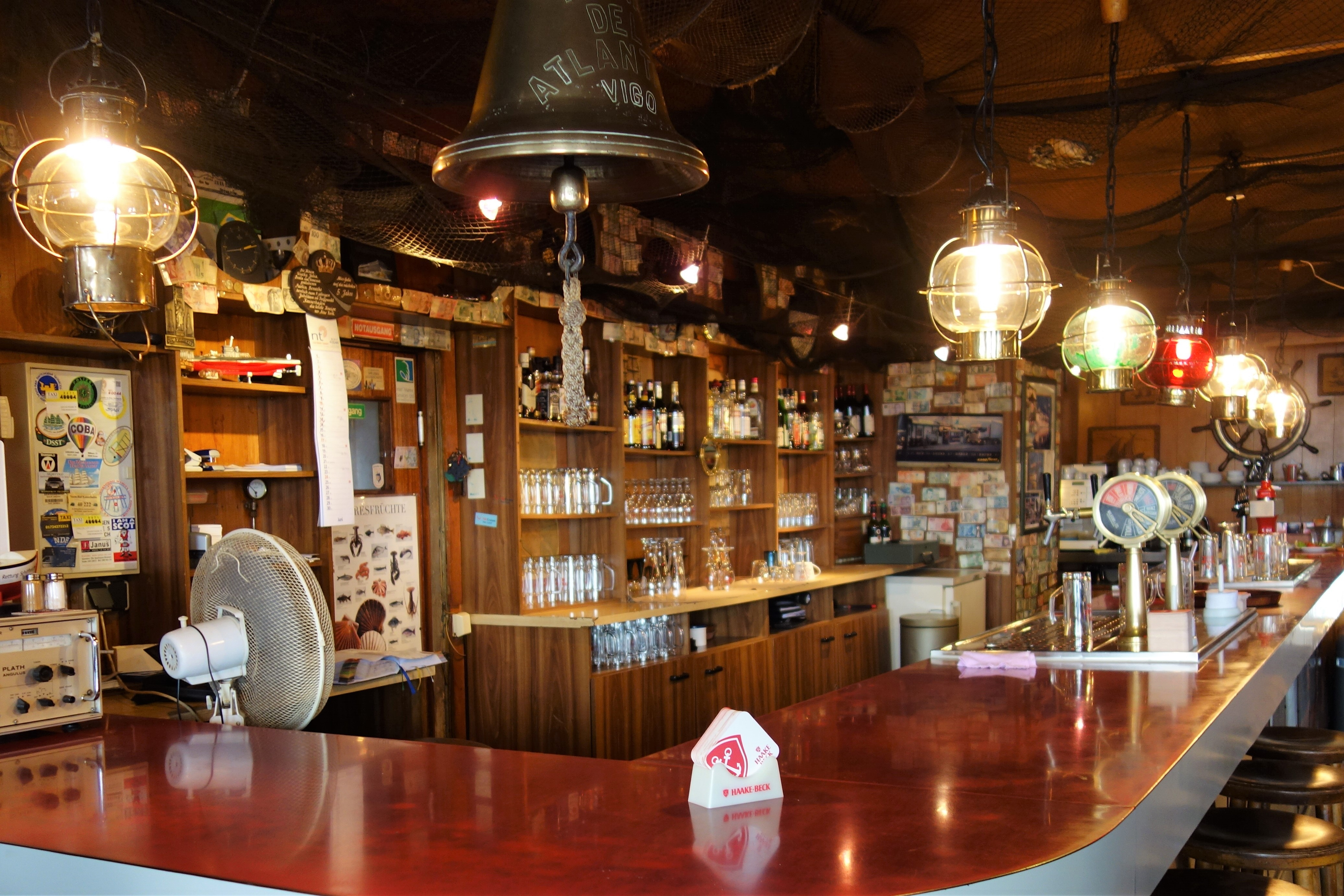
Der Tresen in „der letzten Kneipe vor New York“ (2018)

Ursprünglich war die Gaststätte ein Aufenthalts- und Pausenraum für Hafenarbeiter, der von einem Sozialwerk für Hafenarbeiter kurz nach dem Zweiten Weltkrieg in den 1940er Jahren geschaffen wurde, als die Hafenbetriebe noch keine Sozialräume oder Kantinen kannten. Die Hafenarbeiter konnten sich dort bei schlechtem Wetter aufwärmen und ihre mitgebrachte Mahlzeit verzehren, oder nach Schichtschluss ein Bier trinken. Ein kleiner Imbissbetrieb versorgte sie mit warmen Getränken, Flaschenbier und Frikadellen. Die Wärmehalle wurde von dem Sozialwerk, das heute noch Eigentümer des Gebäudes ist, bis Ende der 1970er Jahre betrieben. Anfang der 1980er Jahre wurde der Treffpunkt zu einem Restaurant erweitert und ist seitdem verpachtet.
Die Räumlichkeiten wurden im Laufe der Jahre von den Pächtern mit einem umfangreichen Sammelsurium an originalen maritimen Exponaten ausgestaltet und dekoriert, die meistens aus Schenkungen herrühren. So besteht der Eingang aus einem hölzernen Brückenaufbau; und im Lokal sind unter anderem Galionsfiguren, Maschinentelegrafen, ein Radargerät und ein Nebelhorn zu finden, die von verschiedenen alten Schiffen stammen, sowie ein Taucheranzug mit kupfernem Taucherhelm, der einst einem Bremer Hafentaucher gehörte. Auch die Gastraumeinrichtung selbst stammt teilweise von Schiffen; wie zum Beispiel die Tische, an denen früher die Passagiere der ehemaligen Ärmelkanal-Fähre Stena Fiesta speisten und die noch die Original-Schlingerleisten aufweisen. Außerdem befindet sich im Gastraum ein großes Meerwasseraquarium.

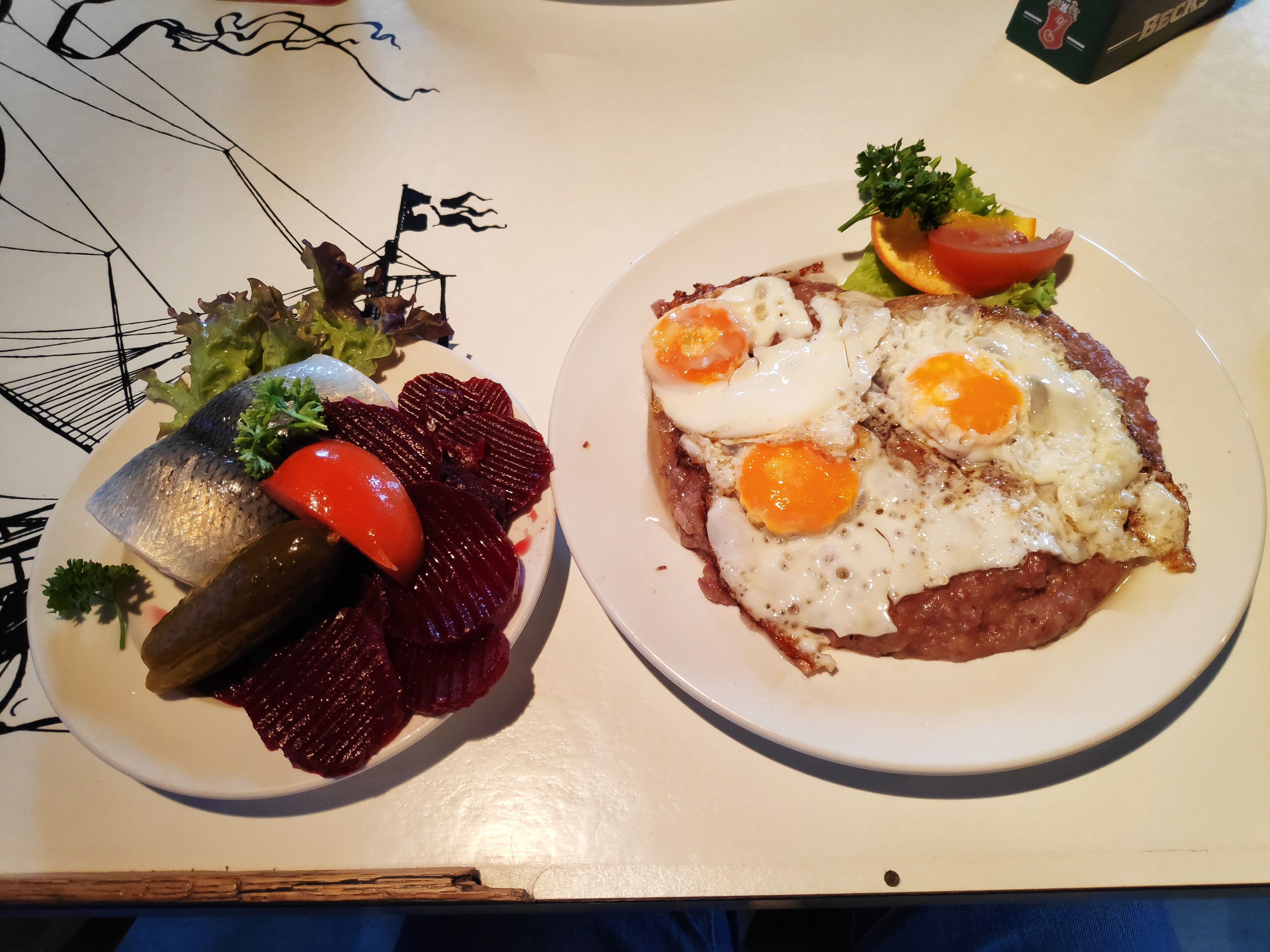
Ein typisches norddeutsches Gericht: Labskaus serviert im Treffpunkt Kaiserhafen

Der Treffpunkt Kaiserhafen, zu dem auch ein Clubraum gehört, verfügt über insgesamt 150 Sitzplätze. Das Restaurant, das „gleichzeitig eine der längsten Theken Bremerhavens aufweist“, bietet neben internationaler Küche insbesondere eine rustikale norddeutsche Küche mit Hausmannskost und diversen Fischgerichten.
Das bunt gemischte Stammpublikum aus Seeleuten und Hafenarbeitern sowie Büropersonal und Managern von umliegenden Betrieben lockt inzwischen vor allem Touristen an. Ein hauseigenes Trio spielt an jedem Wochenende zum Tanz auf und bringt live Seemannsmusik aus den 1950er und 1960er Jahren. Nicht zuletzt aufgrund seines originellen Interieurs war der Treffpunkt bereits oft Kulisse sowohl von Filmen, wie auch von ungewöhnlichen Festen und Veranstaltungen. So feierte im Februar 2012 die Mannschaft des Luxusliners Disney Fantasy, der von der Papenburger Meyer Werft gebaut und am Bremerhavener Kreuzfahrt-Terminal ausgerüstet wurde, im Treffpunkt – der „Letzten Kneipe vor New York“ – ihren Abschied von der Seestadt, bevor die Crew auf Überführungsfahrt nach New York City ging.
Die Gaststätte gilt mittlerweile als „eine der urigsten Kneipen an der ganzen Nordseeküste“. Inhaber ist seit 2003 der Gastronom Martin Benecke, der selbst aus einer Schifferfamilie stammt und über einige maritime Erfahrungen verfügt.

## Rezeption
Über den Treffpunkt Kaiserhafen wurde mittlerweile vielfach in der Presse berichtet, wie zum Beispiel im Hamburger Abendblatt, in der Nordsee-Zeitung, in verschiedenen Zeitungen der WAZ-Mediengruppe (Westdeutsche Allgemeine Zeitung und andere), in der Welt und im Bremer Weser-Kurier. Entsprechende Reportagen, teils „live aus dem Treffpunkt“, gab es auch in Rundfunk und Fernsehen, wie beim Hörfunksender Nordwestradio oder im WDR Fernsehen Darüber hinaus wurden dort mehrere Fernsehproduktionen gedreht und bundesweit ausgestrahlt. Dazu zählen zum Beispiel die mit dem Adolf-Grimme-Preis 1997 ausgezeichnete RTL-Serie Bruder Esel mit Dieter Pfaff in der Hauptrolle oder die von Radio Bremen für die ARD produzierte und erstmals im Februar 2010 im Ersten Deutschen Fernsehen ausgestrahlte Tatort-Folge Königskinder, in denen die besondere Atmosphäre der maritimen Gaststätte eine bedeutsame Rolle spielt.
Außer der Aufnahme in verschiedene Reiseführer fand der Treffpunkt Kaiserhafen zudem Eingang in literarische Werke der Belletristik; so ist die Seemannskneipe Schauplatz in der 1988 erschienenen Erzählung Verabredung in Rom des Schriftstellers Wolfgang Hegewald sowie im 2010 herausgekommenen „Bremerhaven-Krimi“ Kommissar Kammeier. 1.–3. Fall von Peter Müller.
Die deutschstämmigen und in den USA lebenden Künstler Beate Geissler und Oliver Sann wählten im August 2010 für die Präsentation eines neu erschienenen Bildbands über deren Arbeit Personal Kill bewusst den Treffpunkt Kaiserhafen als einen „der Orte, an denen globale Entwicklungen konkret werden“. Ihre Arbeit war zuvor im Frühjahr 2010 in der Kunsthalle Bremerhaven zu sehen gewesen.